# Chris Hughton
Christopher William Gerard Hughton (11 de desembre de 1958) és un exfutbolista irlandès de la dècada de 1980. Va néixer a Anglaterra, fill de pare de Ghana i mare irlandesa.
Fou internacional amb la selecció de la República d'Irlanda amb la qual participà en la Copa del Món de futbol de 1990.
Passà la major part de la seva carrera al Tottenham Hotspur FC. També jugà al West Ham United FC i Brentford FC.
Fou entrenador a Newcastle United FC, Birmingham City FC o Norwich City FC. El 2014 fitxà pel Brighton & Hove Albion FC.

## Palmarès
Jugador
Tottenham Hotspur
- FA Cup: 1981, 1982
- Copa de la UEFA: 1984
- FA Charity Shield: 1981

Brentford
- Football League Division Three: 1991-92

Entrenador
Newcastle United
- Football League Championship: 2009-10

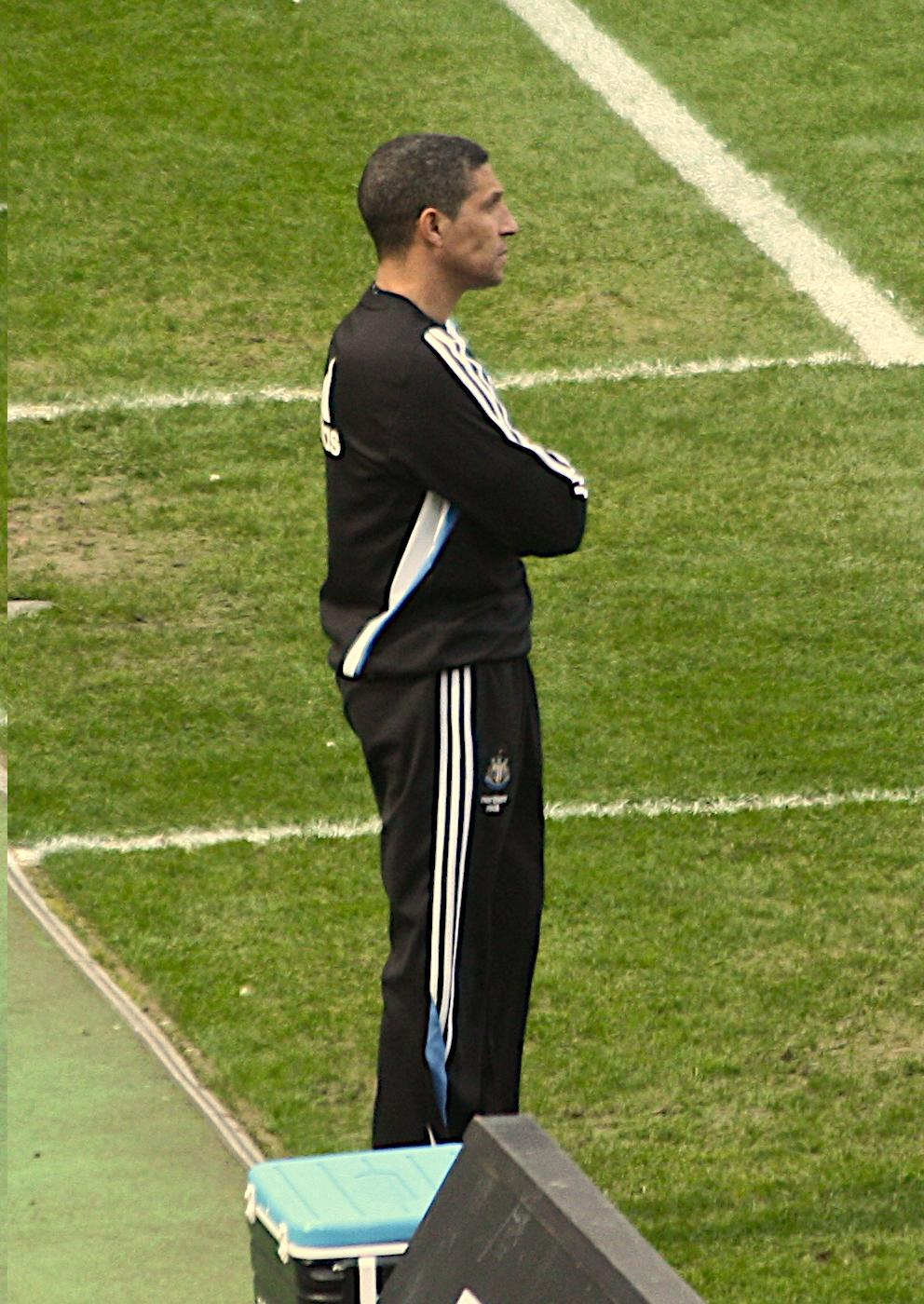
Hughton a Newcastle United el 2010.